# Serviès-en-Val
Serviès-en-Val település Franciaországban, Aude megyében. Lakosainak száma 207 fő (2022. január 1.). Serviès-en-Val Arquettes-en-Val, Lagrasse, Rieux-en-Val, Taurize, Villetritouls és Val-de-Dagne községekkel határos.

## Népesség
A település népessége az elmúlt években az alábbi módon változott:
| Lakosok száma | 350  | 270  | 245  | 231  | 227  | 229  | 213  | 203  | 198  | 207  |
|               | 1968 | 1982 | 1990 | 2006 | 2013 | 2015 | 2017 | 2019 | 2020 | 2022 |